# Julius Wellhausen
Julius Wellhausen (Hamelin, 17 de maio de 1844 – Göttingen, 7 de janeiro de 1918) foi um alemão estudioso bíblico e orientalista, famoso, particularmente, por sua contribuição para o conhecimento acadêmico sobre a origem do Pentateuco/Torá (os primeiros cinco livros da Bíblia). Ele é considerado como um dos originadores da Hipótese Documental.

## Biografia
Wellhausen nasceu em Hamelin, no Reino de Hanôver, como filho de um pastor protestante;estudou teologia na Universidade de Göttingen sob as ordens de Georg Heinrich August Ewald e tornou-se Privatdozent em história do Antigo Testamento em 1870, no mesmo local. Em 1872, Wellhausen foi nomeado professor ordinarius de teologia na Universidade de Greifswald. Abandonou a faculdade em 1882 por motivos de consciência, como declara em sua carta de renúncia: 
Tornei-me um teólogo porque me interessava por uma abordagem científica da Bíblia. Só com o passar do tempo fui compreender que um professor de teologia também possui o dever de preparar os estudantes para o ministério pastoral na igreja protestante de forma prática. Compreendi também que eu não era o mais indicado para tal incumbência, mas que, ao contrário, apesar de toda a cautela da minha parte, acabava desqualificando meus ouvintes para seu futuro ofício. Desde então, meu magistério teológico me pesava a consciência.
Wellhausen tornou-se professor extraordinarius em línguas orientais na faculdade de filologia na Halle. Foi considerado como professor ordinarius em Marburg em 1885 e foi transferido para Göttingen em 1892, onde permaneceu até seu falecimento. 
Wellhausen é mais conhecido por seu Prolegomena zur Geschichte Israels (Prolegômena da história de Israel), um sumário detalhado das opiniões existentes acerca das origens dos seis primeiros livros do Antigo Testamento. A contribuição de Wellhausen foi inserir o desenvolvimento destes livros num contexto histórico e social. O argumento resultante, chamado Hipótese Documentária, permaneceu como modelo dominante entre os acadêmicos bíblicos até o final do século XX.

## Prolegomena zur Geschichte Israelse a Hipótese Documentária
Wellhausen ficou famoso por suas investigações críticas na história do Antigo Testamento e na composição do Hexateuco. Provavelmente, ele é mais conhecido por seu Prolegomena zur Geschichte Israels de 1883 (publicado primeiramente em 1878 como Geschichte Israels), no qual aprimorou o pensamento numa formulação definitiva da Hipótese Documentária, argumentando que a Torá, ou o Pentateuco, teve sua origem de uma redação composta de quatro textos originais independentes datados de vários séculos depois de Moisés (o autor tradicional). A hipótese de Wellhausen permaneceu como modelo dominante para os estudos do Pentateuco até o final do século xx, quando começou a ser objetada por estudiosos que observavam ainda mais redações na Torá, atribuindo-as a períodos ainda mais tardios do que os propostos por Wellhausen.